# Heilige Amanduskapel (Gent)
De Heilige Amanduskapel is een kapel aan de Kortrijksesteenweg in de Belgische stad Gent. De kapel is toegewijd aan de heilige Amandus, haar patroonheilige.
Priesters van de Priesterbroederschap Sint Pius X dragen hier de Tridentijnse mis op, ook wel gekend als de Latijnse of gregoriaanse heilige mis. Het priesterbroederschap Sint Pius X, sedisvacantisten en de oud-rooms-katholieken gebruiken de Tridentijnse mis, omdat zij de Novus Ordo Missae als een bedreiging voor het katholieke geloof in de waarachtige tegenwoordigheid van Jezus-Christus in de Eucharistie zien. Bovendien wijzen zij de uitwerking van de constitutie Sacrosanctum Concilium van Vaticanum II af.